# Kagerō (1939)
El Kagerō (陽炎 calina?) fue el destructor líder de la Clase Kagerō. Sirvió en la Armada Imperial Japonesa durante la Segunda Guerra Mundial. 

## Historia
Tras varias misiones de escolta sin consecuencias, su primera labor destacable tuvo lugar en agosto de 1942, cuando colaboró junto al Ikazuchi en el remolque del Kasumi, destructor cuya popa había sido arrancada por un torpedo. Tras un primer transporte de tropas a Guadalcanal entre el 16 y el 18 de agosto, bombardeó Campo Henderson los días 23 y 24 del mismo mes. Tras una serie de nuevos transportes de tropas, el 21 de septiembre resultó ligeramente dañado en un ataque aéreo, sucediéndole lo mismo el 16 de diciembre.
Participó en la batalla naval de Guadalcanal y en la batalla de Tassafaronga, pero resultó hundido el 8 de mayo de 1943, en otra misión de transporte de tropas, en esta ocasión con destino a Kolombangara. Tras alcanzar una mina marina que lo deshabilitó, posteriores ataques aéreos lo hundieron al suroeste de Rendova, en la posición (8°8′S 156°55′E / -8.133, 156.917), con un balance de 18 muertos y 36 heridos.